# Paolo Cognetti
Paolo Cognetti (Milano, 27 gennaio 1978) è uno scrittore italiano.
Ha vinto il Premio Strega 2017 con il romanzo Le otto montagne.

## Biografia

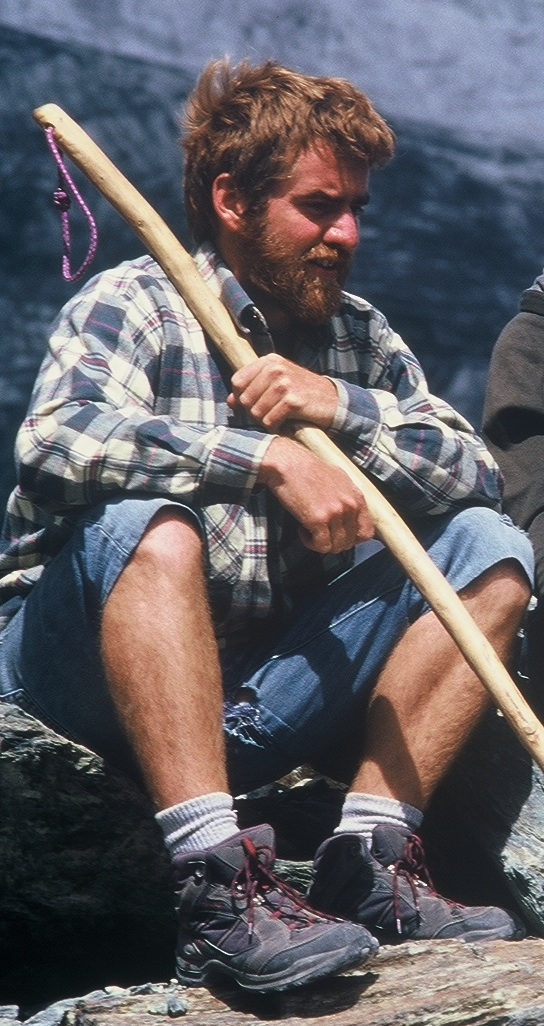
Paolo Cognetti in una foto del 2010

Nato a Milano nel 1978, ha studiato matematica all'Università degli Studi di Milano prima di cambiare strada e diplomarsi, nel 1999, alla Civica Scuola di Cinema di Milano. Nel decennio successivo si è dedicato alla realizzazione di documentari a carattere sociale, politico e letterario.
Come scrittore ha esordito nel 2003 con il racconto Fare ordine, vincitore del Premio Subway-Letteratura e inserito l'anno successivo all'interno dell'antologia La qualità dell'aria, curata da Nicola Lagioia e Christian Raimo. Negli anni seguenti ha pubblicato tre raccolte di racconti: Manuale per ragazze di successo (2004), Una cosa piccola che sta per esplodere (2007) e Sofia si veste sempre di nero (2012). Del 2014 è A pesca nelle pozze più profonde, una meditazione sull'arte di scrivere racconti ispirata ai maestri statunitensi della forma breve come Ernest Hemingway, Raymond Carver, Grace Paley e Alice Munro.
Nel 2009 ha vinto il premio Lo Straniero, riconoscimento attribuito dalla rivista Lo Straniero diretta da Goffredo Fofi ad artisti, saggisti, operatori, iniziative culturali e sociali di particolare spessore e generosità, con la seguente motivazione: "Paolo Cognetti, milanese, è tra i giovani scrittori italiani (ha da poco superato i trent'anni) uno dei più attenti a sentire e narrare il disagio delle nuove generazioni e gli anni difficili dell'adolescenza di questi anni, di fronte a un contesto di incerta sostanza e di sicurezza precaria. È anche autore di documentari e inchieste sulla giovane letteratura statunitense, ma sono le sue raccolte di racconti ad aver convinto del suo talento e del suo rigore, e della sua moralità di scrittore vero".
Ha frequentato New York per diversi anni tra il 2004 e il 2016. Dopo una serie di documentari sulla letteratura americana (Scrivere/New York, 2004) ha pubblicato nel 2010 New York è una finestra senza tende, seguito nel 2014 da Tutte le mie preghiere guardano verso ovest, due guide personali alla città di New York. Nel 2015 ha curato l'antologia New York Stories, una raccolta di racconti newyorkesi dei grandi scrittori del Novecento.
L'altro luogo di Cognetti è la montagna, in particolare la Valle d'Aosta, dove ha trascorso le estati d'infanzia ed è tornato dopo i trent'anni. Dai suoi primi eremitaggi è nato un diario, Il ragazzo selvatico, del 2013. Nel 2016 è uscito il suo primo romanzo: Le otto montagne, venduto in 30 paesi ancor prima della pubblicazione, con il quale si è aggiudicato il Premio Strega 2017, il Prix Médicis étranger, l'English Pen Translates Award, il Premio Itas e il Grand Prize del Banff Mountain Book Competition. Con Senza mai arrivare in cima (2018), racconto di viaggio basato sulla sua esperienza nelle montagne dell'Himalaya, e i romanzi La felicità del lupo (2021) e Giù nella valle (2023) si conclude il "ciclo della montagna" durato dieci anni.
Dal 2017 ha organizzato, con l'Associazione Culturale Gli Urogalli, tre edizioni (2017-2018-2019) de "Il richiamo della foresta", festival di arte, libri e musica a Estoul, la frazione di Brusson dove abita. Sempre a Estoul ha costruito e gestisce un rifugio culturale.
Nel 2021 ha espresso posizioni vicine al movimento No Cav dicendosi "davvero sconsolato, oltre che arrabbiato, per la situazione delle Apuane".
Nel 2022 esce il film Le otto montagne diretto da Felix Van Groeningen e Charlotte Vandermeersch e tratto dal suo omonimo romanzo. Cognetti collabora al film e vi partecipa con un cameo.
Nel 2024 scrive e dirige il film-documentario Fiore mio con interviste ad amici e “rifugisti” del Monte Rosa. La colonna sonora è scritta ed eseguita da Vasco Brondi che ha anche una piccola parte nel film.

### Vita privata
Lo scrittore conviveva con la sua fidanzata a Milano. Nel 2024 ella lo accompagnò all'ospedale Fatebenefratelli per un disturbo bipolare; psichiatri e neurologi decisero per un trattamento sanitario obbligatorio da effettuare sul paziente.

## Opere

### Narrativa
- Manuale per ragazze di successo, Roma, Minimum fax, 2004. ISBN 88-7521-034-9. [raccolta di sette racconti]
- Una cosa piccola che sta per esplodere, Roma, Minimum fax, 2007. ISBN 978-88-7521-137-0. [raccolta di cinque racconti. Vincitore del Premio Settembrini 2008, sezione giovani. Finalista al Premio Chiara 2008. Vincitore del Premio Renato Fucini 2009]
- Sofia si veste sempre di nero, Roma, Minimum fax, 2012. ISBN 978-88-7521-440-1. [romanzo di racconti. Selezionato al Premio Strega 2013]
- Il nuotatore, con Mara Cerri, Roma, Orecchio Acerbo, 2013. ISBN 978-88-96806-66-1.
- Le otto montagne, Torino, Einaudi, 2016. ISBN 978-88-06-22672-5. [romanzo. Vincitore del Premio Itas, del Premio Strega 2017, del Premio Strega Giovani e del Premio Strega OFF[9], del Prix Médicis étranger, dell'English Pen Translates Award[4], del Grand Prize del Banff Mountain Book Competition].
- La felicità del lupo, Torino, Einaudi, 2021, ISBN 9788806249878.
- Giù nella valle, Torino, Einaudi, 2023, ISBN 978-8806262167.

### Saggi
- New York è una finestra senza tende, con DVD, Roma-Bari, Laterza, 2010. ISBN 978-88-420-9218-6. [prima parte di una guida alla città di New York]
- Il ragazzo selvatico. Quaderno di montagna, Milano, Terre di Mezzo, 2013. ISBN 978-88-6189-235-4.
- Tutte le mie preghiere guardano verso Ovest, Torino, Edt, 2014. ISBN 978-88-592-0450-3. [seconda parte di una guida alla città di New York]
- A pesca nelle pozze più profonde. Meditazioni sull'arte di scrivere racconti, Roma, Minimum fax, 2014. ISBN 978-88-7521-594-1.
- Senza mai arrivare in cima, Torino, Einaudi, 2018.[10]
- L'Antonia. Poesie, lettere e fotografie di Antonia Pozzi scelte e raccontate da Paolo Cognetti, Milano, Ponte alle Grazie, 2021.

## Filmografia
- Sogni di Grande Nord, 2021 (interprete)
- Le otto montagne, 2022 (soggetto)
- Fiore mio, 2024 (regia)

## Opere derivate
Dal romanzo Le otto montagne è stato tratto nel 2018 lo spettacolo omonimo con la regia di Marta M. Marangoni, adattamento drammaturgico di Francesca Sangalli e musiche dei Duperdu, andato in scena, tra gli altri, al Teatro Elfo Puccini di Milano nella stagione 2021-2022.